# 霍里亞伊斯蒂夫卡
50°23′19″N 34°46′38″E / 50.38861°N 34.77722°E
霍里亞伊斯蒂夫卡（羅馬化：Horiaistivka）是位於烏克蘭東北部的村莊，由蘇梅州奥赫蒂尔卡区的丘帕希夫卡市鎮負責管轄。該村處於奧列什尼亞河右岸，海拔高度127米，2001年人口174。